# 2001 Maniacs
2001 Maniacs ist eine US-amerikanische Horrorkomödie aus dem Jahr 2005 und eine Neuverfilmung des Films Two Thousand Maniacs! (1964). Er gehört zum Genre Splatter-Comedy und spielt damit besonders auf die früheren Filme von Herschell Gordon Lewis an, die alle für die Zurschaustellung von Gewalt berühmt waren.

## Handlung
Die drei College-Studenten Cory (Matthew Carey), Anderson (Jay Gillespie) und Nelson (Dylan Edrington) wollen in den Süden zum Spring Break fahren. Ein Umleitungsschild bringt sie in die kleine 2001-Seelen-Gemeinde Pleasant Valley, die gerade eine Jubiläumsfeier für den Amerikanischen Bürgerkrieg zelebriert.
Die Südstaatler wirken seltsam auf die Studenten aus dem Norden, und als sich noch ein Paar in den Ort verirrt, wird klar, dass etwas faul ist. Abgeschnitten von der Außenwelt, werden die Fremden einer nach dem anderen zerstückelt. Zwei Studenten können fliehen und die Polizei verständigen. Dabei müssen sie aber feststellen, dass das beschauliche Pleasant Valley nur noch ein Friedhof ist, auf dem man eines Massakers an den Konföderierten von vor 150 Jahren gedenkt. Eine Gedenktafel auf dem Friedhof verrät den Fluch, der über dem Ort liegt: dass die Toten erst zur Ruhe kommen, bis dieses Verbrechen gesühnt ist und 2001 Yankees tot sind.
Am Ende sterben die beiden letzten Überlebenden durch eine Falle der Einwohner.

## Sonstiges
- Der Nachfolgefilm ist am 14. Januar 2011 in der deutschen Fassung veröffentlicht worden und trägt den Namen 2001 Maniacs 2 – Es ist angerichtet.
- Es gibt einen Comic, der auf diesem Film basiert und die Vorgeschichte der Maniacs erzählt.
- Produzent Eli Roth hat einen Cameo-Auftritt als der verrückte Typ, der auf das Auto der Studenten ein totes Gürteltier wirft.
- Die Darstellerin der Granny Boone, Lin Shaye, ist die jüngere Schwester von Robert Shaye, der als Produzent der Nightmare-on-Elm-Street- und Herr-der-Ringe-Filme bekannt ist.
- Als Dorfbewohner ist Kane Hodder zu sehen, der ab dem siebten Teil der Reihe Freitag der 13. die Rolle des Jason Voorhees spielte. In Anspielung auf Hodders bekannte Rolle heißt sein Charakter im Abspann ebenfalls Jason.

## Kritiken
„Blutige Horrorkomödie als Remake und Hommage auf den Kultfilm ‚2000 Maniacs‘ von Herschell Gordon Lewis, dem Begründer des Splatter-Genres. Der Film folgt mit mäßigen Effekten und einer guten Portion Sex den gängigen Pfaden des Genres.“